# شوقی افندی
شوقی افندی ربّانی (۱ مارس ۱۸۹۷ م – ۴ نوامبر ۱۹۵۷ م) که به شوقی افندی هم شناخته می‌شود، به مدت سی و شش سال ولی امر و سرپرست جامعهٔ بهائیان در سراسر جهان بود و نظم اداری جهانی بهائی را توسعه بخشید. او که نتیجهٔ (فرزند نوه) بهاءالله شارع دین بهائی و نوهٔ دختری عبدالبهاء بود، طبق الواح وصایا (وصیت‌نامهٔ عبدالبهاء) پس از وی، مسئولیّت ولایت امر در جامعهٔ بهائی را از ۲۸ نوامبر ۱۹۲۱ میلادی تا زمان مرگش در نوامبر ۱۹۵۷ میلادی، به عهده گرفت و در بین پیروان آئین بهائی به ولیِّ امرُالله ملقّب گردید.

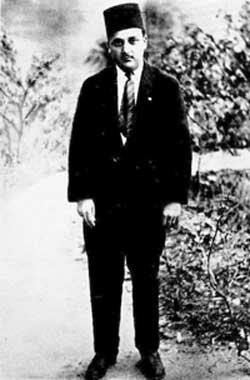
شوقی افندی

## دوران کودکی و نوجوانی
شوقی افندی در ۱ مارس ۱۸۹۷ در شهر عکا (تبعیدگاه بهاءالله و خانواده‌اش) در قلمرو دولت عثمانی متولّد شد. پدرش میرزا هادی از خویشاوندان سید علی‌محمد باب بود و مادرش ضیائیّه، دختر عبدالبهاء. در زمان تولّد شوقی، عبدالبهاء و خانواده‌اش هنوز زندانی حکومت عثمانی بودند ولی در آن هنگام، کمی از محدودیّت‌های زندان کاسته شده بود و آن‌ها در خانه‌ای در شهر عکّا که محلّ تبعیدشان بود و محصور به دیوار و خندق بود، سکونت داشتند. شوقی افندی تا ۱۱ سالگی را در زندان عکّا به همراه خانوادهٔ خود سپری نمود. با انقلاب ترکان جوان در سال ۱۹۰۸ میلادی بسیاری از زندانیان آزاد شدند، از جمله عبدالبهاء که به همراه خانوادهٔ خود جهت تأمین تحصیلات نواده‌هایش به شهر حیفا که در ۱۲ کیلومتری عکّا واقع شده، نقل مکان کرد. شوقی افندی برای ادامهٔ تحصیل به کالج دفرر (به فرانسوی: Des Freres) و بعد از آن به مدرسهٔ شبانه‌روزی کاتولیکی در بیروت وارد شد و بعد در دانشگاه آمریکایی بیروت ادامهٔ تحصیل داد. در همان زمان بود که نام خانوادگی ربّانی که به پیشنهاد عبدالبهاء به او داده شده بود را برگزید و از آن پس به شوقی ربّانی مشهور گردید. پس از آن برای ادامهٔ تحصیل در کالج بالیول، آکسفورد به انگلستان مهاجرت کرد.

## تحصیلات
شوقی افندی در سال ۱۹۱۸ میلادی در سن ۲۱ سالگی از دانشگاه علوم و صنایع دانشگاه بیروت با مدرک لیسانس، فارغ‌التّحصیل شد. پس از آن به حیفا بازگشت و مدّت دو سال را به عنوان منشی و فرد مورد اعتماد عبدالبهاء به خدمت او پرداخت. پس از آن به قصد ادامهٔ تحصیل و تکمیل زبان انگلیسی به انگلستان رفت و در کالج بالیول که یکی از قدیمی‌ترین کالج‌های دانشگاه آکسفورد بود در رشتهٔ اقتصاد و علوم اجتماعی مشغول به تحصیل شد.
شوقی افندی در خلال تحصیل، بخشی از وقت خود را به یادگیری زبان انگلیسی و تسلّط بر این زبان اختصاص داد تا این‌که بر این زبان هم در حدّ زبان‌های فارسی، ترکی، عربی و فرانسه مسلّط گردد. هدف او از احاطه بر زبان انگلیسی این بود که بتواند در آینده، آثار بهائی را به این زبان ترجمه کند.

## ولایت امر
در روز ۲۹ نوامبر ۱۹۲۱ میلادی، زمانی که شوقی افندی در آکسفورد مشغول به تحصیل بود، خبر درگذشت عبدالبهاء را دریافت کرد. پس از بازگشتش به حیفا و اطّلاع از مضمون الواح وصایا دریافت که به عنوان جانشین عبدالبهاء تعیین گشته و وظیفهٔ رهبری و سرپرستی جامعهٔ بهائیان عالم به او محوّل شده‌است. او این مسئولیّت را در سنّ ۲۴ سالگی برای خود بسیار سنگین می‌دانست و جهت آمادگی برای انجام این وظیفهٔ خطیر، حیفا را برای چند ماه ترک کرد و عزلت اختیار نمود و اداره امور، به بهیّه‌خانم، دختر بهاءالله و خواهر عبدالبهاء ملقّب به «ورقهٔ علیا» سپرده شد. شوقی افندی در ۱۵ دسامبر ۱۹۲۲ به حیفا بازگشت و تا پایان عمر، نزدیک به ۳۶ سال مسئولیّت ولایت امر را به عهده داشت.

## ازدواج
در مارس ۱۹۳۷ شوقی افندی با مری مکسوِل که بعدها به روحیّه خانم ملقّب گردید، ازدواج کرد. او تنها فرزند مِی مکسول و ویلیام سادرلند مکسول بود. ویلیام مکسول یک معمار کانادایی بود و بعدها در بسیاری از طرّاحی‌های ساختمان‌های بهائی به شوقی افندی کمک بسیاری کرد. نامزدی ساده‌ای و بعد از آن مراسم عقد، هر دو در اتاق ورقهٔ علیا صورت گرفت. این ازدواج، با مراسم، دعوت‌ها، ضیافت و جشن و لباس‌های مخصوص و غیره توأم نبود. والدین هر دو طرف، ورقهٔ عقد را که نشان از رضایت آنان داشت امضاء نمودند و همان شب هر دو در خانهٔ شوقی افندی که عبارت از دو اتاق بسیار ساده بود، ساکن شدند.

## درگذشت

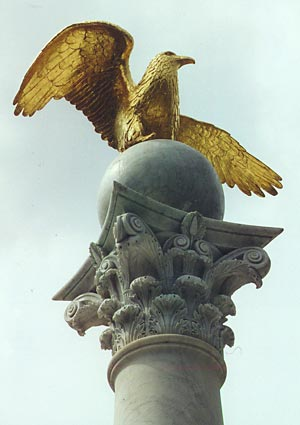
آرامگاه شوقی افندی

اواخر سال ۱۹۵۷ میلادی، شوقی افندی به جهت تهیّهٔ لوازم و اثاثیّه برای دارالآثار، در لندن به سر می‌برد که به آنلوانزای آسیائی مبتلا گردید. او که در اثر این بیماری بسیار ضعیف شده بود، در سحرگاه ۴ نوامبر ۱۹۵۷ قلبش از کار ایستاد. طبق احکام بهائی که جسد را نمی‌توان بیش از یک ساعت از محلّ فوت حرکت داد، بنابراین شوقی افندی در لندن به خاک سپرده شد.

## دستاوردها
ولی امر جوان مأموریّت خود را در شرایط آشفتهٔ پس از جنگ جهانی اوّل آغاز نمود. او با تکیه بر الواح وصایای عبدالبهاء که به تعبیر خود او «منشور نظم اداری بهائی» است، این نظم اداری را بنا ساخت و پس از مطالعهٔ دقیق آثار بهاءالله و عبدالبهاء دربارهٔ تأسیس مؤسّسات بهائی، روش‌هایی ابداع کرد تا بتوان مؤسّسات و تشکیلات بهائی را ایجاد نمود.
به موازات همهٔ این اقدامات، به ترجمهٔ آثار بهائی از زبان‌های فارسی و عربی به زبان انگلیسی پرداخت و الگویی برای ترجمهٔ این آثار برای دیگران و برای آیندگان ایجاد کرد. کتاب «تاریخ نبیل»، نوشتهٔ نبیل زرندی که مربوط به تاریخ سال‌های اوّلیّهٔ آیین بهائی است را تلخیص و ترجمه نموده، به نام «مطالع الانوار» منتشر کرد. او همچنین به‌طور مستقل تاریخ امر بهائی را به شکلی دقیق و روش‌مند در چهار جلد به نام «قرن بدیع» God Passes By مدوّن نمود.
او به اجراء برنامه‌هایی برای انتشار آیین بهائی در سطح جهان اقدام نمود و خود شخصاً نامه‌های بی‌شماری به جوامع بهائی در سراسر عالم ارسال کرد و آنان را به انجام وظایف و خدماتشان دعوت و ترغیب نمود. همچنین برنامه‌ریزی امور مهاجران و نقاط مهاجرتی آن‌ها را در سراسر عالم انجام داد. در این سال‌ها شمار کشورهایی که آیین بهائی در آن‌ها معرفی و ارائه گردید، از ۳۵ به ۲۵۰ کشور رسید.
شوقی افندی به رشد و توسعهٔ مرکز جهانی بهائی در شهر حیفا مبادرت ورزید و املاک بهائی را توسعه داد و باغ‌های باشکوهی در آن اراضی طرّاحی و اجرا نمود. بر مزار باب، معروف به مقام اعلی، گنبد زیبایی بنا نمود و همچنین در اطراف آرامگاه بهاءالله معروف به روضهٔ مبارکه در خارج شهر عکّا باغ‌های بی‌نظیری ترتیب داد. بنای «دارالآثار» را تدارک دید که در آن، آثار بهائی و اشیاء متبرکّه مربوط به باب و بهاءالله نگهداری می‌شود. این همه اقدامات برای آن صورت گرفت تا فضایی مناسب و روحانی برای مرکز اداری و روحانی آیین بهائی مهیّا گردد.
شوقی افندی، در این سال‌ها، نهایت توجه خود را به بنای مؤسّسات محلی و ملّی معطوف داشت و اصول انتخابات بهائی را برای جوامع بهائی سراسر عالم تشریح نمود. برای جامعه‌ای که کشیش و روحانی ندارد، این هیئت‌های منتخب دموکراتیک، اساس همهٔ پیشرفت‌های دیگر محسوب می‌شدند. او تلاش کرد جامعه‌های نوپای بهائی را به مرتبه‌ای برساند که مؤسّسات و تشکیلات بهائی قابلیت و توانایی تشکیل بیت‌العدل اعظم را داشته باشند. بیت‌العدل اعظم همان مؤسّسه‌ای است که از چند سال پس از درگذشت شوقی ربّانی تاکنون، رهبری و قیادت جامعهٔ بهائی در سراسر عالم را به عهده دارد و در آینده نیز این مسئولیّت را به عهده خواهد داشت.

## تألیفات و ترجمه‌ها
شوقی افندی، هر چند تمام وقت خود را به نوشتن اختصاص نمی‌داد، ولی از خود، نوشته‌های بسیار زیادی به‌جا گذاشته که شامل موضوعات زیر است:
- توقیعات و تلگراف‌ها به مؤسّسات اداری بهائی در سراسر دنیا
- توقیعات، شامل دستورالعمل‌هایی خطاب به افراد
- نامه‌هایی به مؤسّسات و افراد غیر بهائی
- ترجمه‌های متعدّدی از آثار بهائی
- سه جلد آمار
- ویرایش مجلّدات مجلّهٔ عالم بهائی و انتخاب مطلب برای آن مجلّه
تمام توقیعات شوقی افندی چاپ نشده، ولی بسیاری از آن‌ها جمع‌آوری و به صورت کتاب منتشر شده‌است.

## توقیعات
۱- نظم جهانی حضرت بهاءالله (۲۷ فوریهٔ ۱۹۲۹)
۲- نظم جهانی حضرت بهاءالله، ملاحظات بیشتر (۲۱ مارس ۱۹۳۰)
۳- هدف نظم بدیع جهانی (۲۳ نوامبر ۱۹۳۱)
۴- عصر ذهبی آئین حضرت بهاءالله (۲۱ مارس ۱۹۳۲)
۵- آمریکا و صلح اعظم (۲۱ آوریل ۱۹۳۳)
۶- دور بهائی (۸ فوریهٔ ۱۹۳۴)
۷- تولّد مدنیّت جهانی (۲ مارس ۱۹۳۶)
۸- توقیعات مبارکه خطاب به احبّای شرق
۹- توقیعات مبارکه (۱۹۲۶–۱۹۲۲)
۱۰- توقیعات مبارکه (۱۹۳۹–۱۹۲۷)
۱۱- توقیعات مبارکه (۱۹۴۸–۱۹۲۲)
۱۲- توقیعات مبارکه (۱۹۵۲–۱۹۴۵)
۱۳- مائدهٔ آسمانی، جلد ۳ (جمع‌آوری توقیعات)
۱۴- مائدهٔ آسمانی، جلد ۶ (جمع‌آوری توقیعات)
۱۵- حیات بهائی (جمع‌آوری توقیعات، تاریخ جمع‌آوری و نشر: ۱۹۷۲)

## ترجمه‌ها
۱- کتاب اصل کلّ الخیر (اثر بهاءالله)
۲- کلمات مکنونه (اثر بهاءالله) تاریخ انتشار: ۱۹۲۵
۳- کتاب ایقان (اثر بهاءالله) تاریخ انتشار: ۱۹۳۱
۴- مطالع الانوار (تاریخ نبیل) تاریخ انتشار: ۱۹۳۲
۵- منتخبات آثار مبارکه حضرت بهاءالله. تاریخ انتشار: ۱۹۳۵
۶- ادعیه و مناجات‌های حضرت بهاءالله. تاریخ انتشار: ۱۹۳۸
۷- لوح ابن ذئب (اثر بهاءالله) تاریخ انتشار: ۱۹۴۱

## تألیفات
۱- ظهور عدل الهی. ۱۹۳۸
۲- قَد ظَهرَ یومُ المیعاد. ۱۹۴۱
۳- قرن بدیع. ۱۹۴۴
۴- مجموعه مناجات (جمع‌آوری دعاها و مناجات‌ها)